# Balal Arezou
Balal Arezou (andra varianter: Belal Arezou, Bilal Arzou), född den 28 december 1988, är en norsk-afghansk fotbollsspelare (anfallare) som spelar för Trauma IF. 
Arezou kom till Norge 2000, efter att ha varit på flykt i nio år. Han fick 2009 en ordinarie plats till höger i Askers anfall, och debuterade i afghanska landslaget 2010. Vid South Asian Games i Bangladesh 2010 utsågs han till turneringens bäste spelare.